# Gammacoronavirus
Gamacoronavirusurile (Gammacoronavirus) sunt în principal virusuri aviare, dar infectează și delfinul.

## Subgenuri și specii
Există mai multe subdiviziuni:
- Coronavirusul aviar (Igacovirus)
- Coronavirusul curcilor (Igacovirus)
- Virusul bronșitei infecțioase aviare (Igacovirus)
- Coronavirusul raței (Igacovirus)
- Coronavirusul gâștei (Igacovirus)
- Coronavirusul cormoranului neotropical (Igacovirus)
- Coronavirusul fazanului (Igacovirus)
- Coronavirusul porumbelului (Igacovirus)
- Coronavirusul SW1 al delfinului alb (Cegacovirus)